# Vitruvia
Vitruvia là một chi bọ cánh cứng trong họ Chrysomelidae.
Chi này được miêu tả khoa học năm 1903 bởi Jacoby.

## Các loài
Các loài trong chi này gồm:
- Vitruvia clavicornis Weise, 1912
- Vitruvia clytroides Weise, 1912
- Vitruvia monilicornis Weise, 1912
- Vitruvia unicolor (Jacoby, 1894)